# История на Доминика
Историята на Доминика не е доминира от военни преврати или големи войни, за разлика от други страни.
Страната първоначално е населявана от индианци, но след пристигането на колонизаторите на тяхно място идват роби от Африка, които се смесват с населението.
В миналото страната е управлявана от Франция и Великобритания. Независима е от 1978 г.